# تروشتلفینگن
شهر تروشتلفینگن (به آلمانی: Trochtelfingen) در ایالت بادن-وورتمبرگ در کشور آلمان واقع شده‌است.